# Arbia (Asciano)
Arbia is een plaats (frazione) in de Italiaanse gemeente Asciano.